# Џими Гарополо
Џејмс „Џими” Гарополо (енгл. James "Jimmy" Garoppolo; Арлингтон Хајтс, 2. новембар 1991) играч је америчког фудбала који игра на позицији квотербека у Националној фудбалској лиги (НФЛ). На драфту 2014. године изабрали су га Њу Ингланд патриотси у другој рунди као 62. пика. Пре него што је заиграо за садашњи тим, Џими је играо колеџ фудбал на унивезитету у Источном Илиноису.
Оборио је 2003. године школски рекорд у баченим пасовима за тачдаун и у баченим јардима који је до тада држао Тони Ромо; такође је те исте године добио и награду за најбољег офанзивног играча у колеџ фудбалу.

## Детињство
Гараполо је рођен и одрастао у Арлингтон Хејсту, граду у америчкој савезној држави Илиноис, где је похађао и средњу школу. Има оца Тонија и мајку Дениз.

## Колеџ каријера
Гарополо је студирао на универзитету источни Илиноис у Чарлстону где је играо за универзитетски тим који имају надимак Пантерси од 2010. до 2013. године. У својој првој сезони био је стартер на 8 утакмица и имао је 1,639 бачених јарди и 14 бачених пасова за тачдаун. Исте године добија награду за најбољег новајлију у лиги. Из године у годину његов учинак се повећавао тако да је 2011. имао 2,644 бачених јарди и 20 бацања за тачдаун, 3.823 бачених јарди и 31 тачдаун 2012. и 5,050 бачених јарди и 53 тачдауна 2013 када је оборио рекорд квотербека Далас Каубојса Тонија Рома и проглашен је те исте године за најбољег офанзивног играча лиге и најбољег квотербека лиге за 2013 годину.

## Професионална каријера
Гарополо се сматра једним од најталентованијих квотербекова са НФЛ драфта 2014. године

### Њу Ингланд патриотси
Њу Ингланд патриотси драфтовали су Џимија Гаропола 2014. године као 62 пика у другој рунди драфта. Своју прву утакмицу у НФЛ-у имао је на гостовању против Канзас Сити Чифса када је у четвртој четвртини ушао у игру уместо свог идола Тома Брејдија. На тој утакмици имао је бачених 70 јарди и једно бацање за тачдаун који је реализовао Роб Гронковски.
У својој руки сезони Гарополо је одиграо 6 утакмица и имао 182 бачена јарда и један тачдаун. Освојио је Супербоул са Њу Ингландом и помогао у припреми одбране да зауставе противничког квотербека Расела Вилсона.

## Статистика

#### Регуларна сезона
| Година | Тим                  | Одигране утакмице | Стартер | Комплетни пасови | Укупни пасови | Проценат | Бачени јарди | Тачдауни |
| ------ | -------------------- | ----------------- | ------- | ---------------- | ------------- | -------- | ------------ | -------- |
| 2014   | Њу Ингланд патриотси | 6                 | 0       | 19               | 27            | 70.4     | 182          | 1        |
| 2015   | Њу Ингланд патриотси | 5                 | 0       | 1                | 4             | 25       | 6            | 0        |
| Укупно | Укупно               | 11                | 0       | 20               | 31            | 64.5     | 188          | 6.1      |